# Agatha van der Mijn
Agatha van der Mijn (Amsterdam, 13 de maig de 1700 - Londres, 1776/1796), fou una pintora neerlandesa del segle xviii activa a Londres.

## Biografia
Va ser la germana menor del pintor Herman van der Mijn. El poeta Willem van Swaanenburg (1678 - 1728) va publicar un llibre de poemes Parnas el 1724 on va incloure un poema en honor del seu divuit aniversari, li confessava el seu amor etern per ella i l'esmentava com una «deessa màgica de pintora de flors». Aquest poema demostra que ja estava activa com artista de flors abans de 1718, és possible que acompanyés al seu germà i la seva família juntament amb la d'una alumna Jacoba Maria van Nickelen quan es van traslladar a treballar a Düsseldorf el 1712-1713 sota les ordres de l'elector palatí Johann Wilhelm. La pintora de flors Rachel Ruysch estava també en actiu en Dusseldorf als anys 1712-1716 i l'obra d'Agatha, juntament amb la de Nickelen i la seva neboda Cornelia van der Mijn mostren un estil similar. En 1722 Herman van der Mijn es va traslladar amb la seva família a Londres. Herman va morir un any després que el seu fill Robert es va enfonsar a través del gel en Marylebone el 1740 mentre que patinava sobre el gel.